# Turó Parc
El Turó Parc o Jardins del poeta Eduard Marquina és una zona verda del barri de Sant Gervasi-Galvany de Barcelona, catalogada com a bé amb elements d'interès (categoria C). Estan dedicats a l'escriptor català Eduard Marquina i Angulo.

## Història
A principis del segle xx, hi havia hagut el Lawn Tenis del Turó. El 1912 s'hi va inaugurar un gran parc d'atraccions, anomenat Turó Park.
El 1917, la finca va ser inclosa en la previsió d'espais verds de la ciutat, i quan el 1929 va tancar el parc d'atraccions, el propietari Josep Bertrand i Salsas va fer un conveni amb l'Ajuntament de Barcelona, pel qual li cedia la part central dels terrenys a canvi de poder urbanitzar-ne la resta. Aleshores, l'arquitecte Nicolau Maria Rubió i Tudurí, director del Servei de Parcs i Jardins, es va encarregar de dissenyar la nova estructura del parc que, finalment, va obrir les portes l'any 1934.

## Descripció
Aquest espai és un clar exemple del jardí noucentista, tenint en compte els edificis i l'ordenació urbanística del voltant, com un square anglès de grans dimensions.
L'entrada al parc es realitza pel carrer de Bori i Fontestà, i tot just entrant, dins un petit estany, es troba l'escultura d'Apel·les Fenosa dedicada al violoncel·lista Pau Casals. La peça se situa en una plaça ovalada, al fons de la qual es diferencien tres camins que s'endinsen al parc: un de principal al centre, i a cada banda dos camins perimetrals, tots enquadrats per més d'una cinquantena d'alzines. Els camins perimetrals de l'esquerra condueixen fins a una gran àrea de jocs infantils i, una mica més lluny, a l'estany i al prat. L'estany és ovalat, i està cobert de nimfes. A la part superior s'estén una gran praderia presidida per grans til·lers. A la banda dreta es troba la plaça del Teatret, amb un quiosc de begudes.

### Vegetació
Hi ha un bosquet d'alzines, amb un sotabosc de plantes arbustives i enfiladisses pròpies de la Mediterrània, com el marfull. També hi destaquen les magnòlies, els falsos pebrers, els cedres de l'Himàlaia, els til·lers, els plàtans i els arbres de l’amor. Hi ha grans exemplars de palmera datilera, de palmera de Canàries i de washingtònia i, entre els arbustos, hi destaquen els llorers i els baladres. Als parterres perimetrals hi ha rosers i plantes aromàtiques.

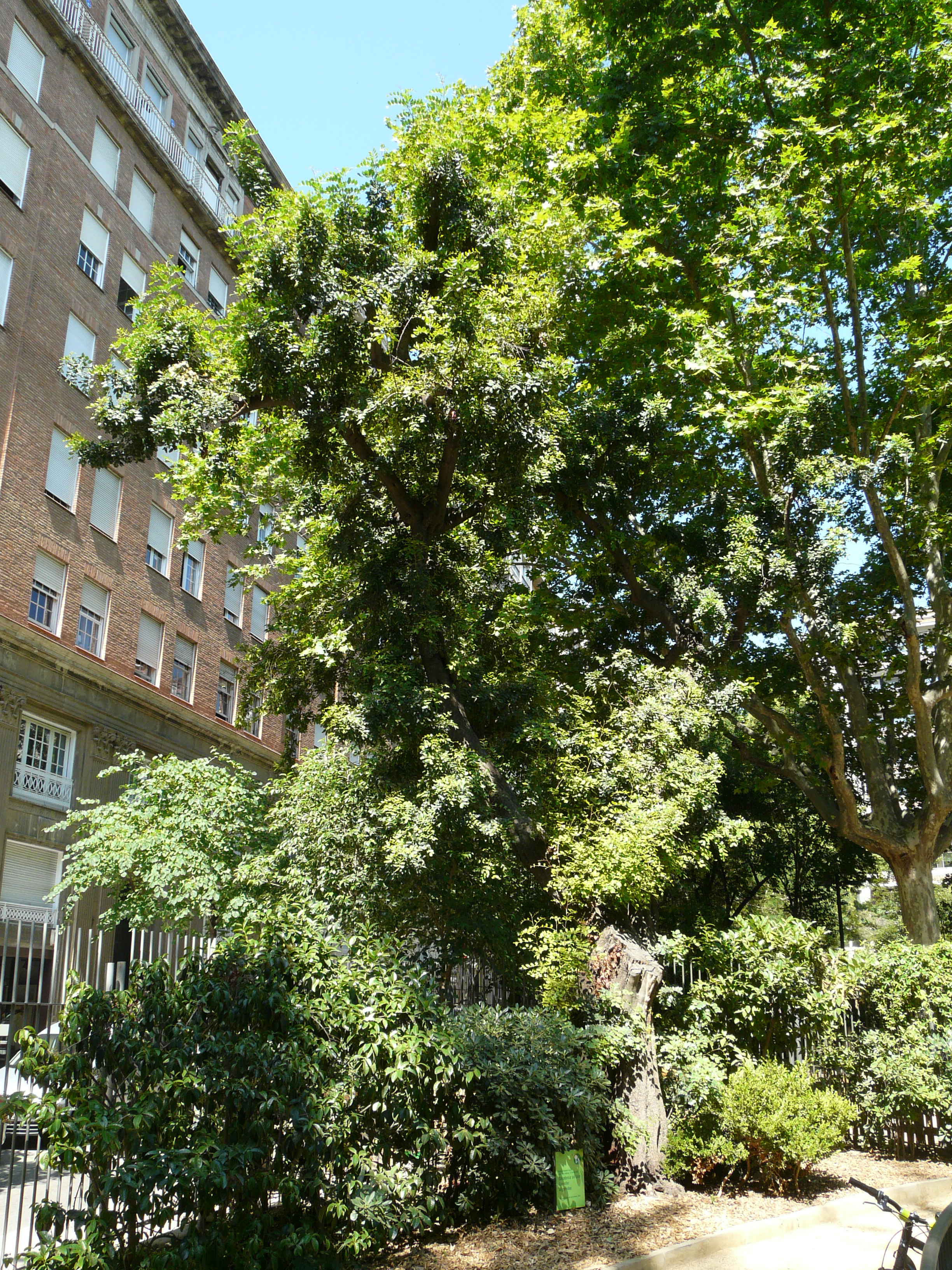
Garrofer centenari

### Escultures
Les escultures són un element important al parc: la de Josep Clarà, dedicada a Francesc Viñas; Un Oiseau, de Jean Michel Folan; i, a la praderia, La ben plantada, d'Eloïsa Cerdan, una peça de bronze que ret homenatge a l'escriptor Eugeni d'Ors. Presidint l'eix del parterre de les magnòlies, hi ha a la biga de la Font de l'Aurora, de Joan Borrell i Nicolau. A més, diversos cartells amb fragments de poemes de Federico García Lorca, Fernando Pessoa, Dylan Thomas, Sylvia Plath, Walt Whitman, Narcís Comadira, Salvador Espriu, Joan Vinyoli i Alfonsina Storni, propicien un recorregut poètic pel parc.

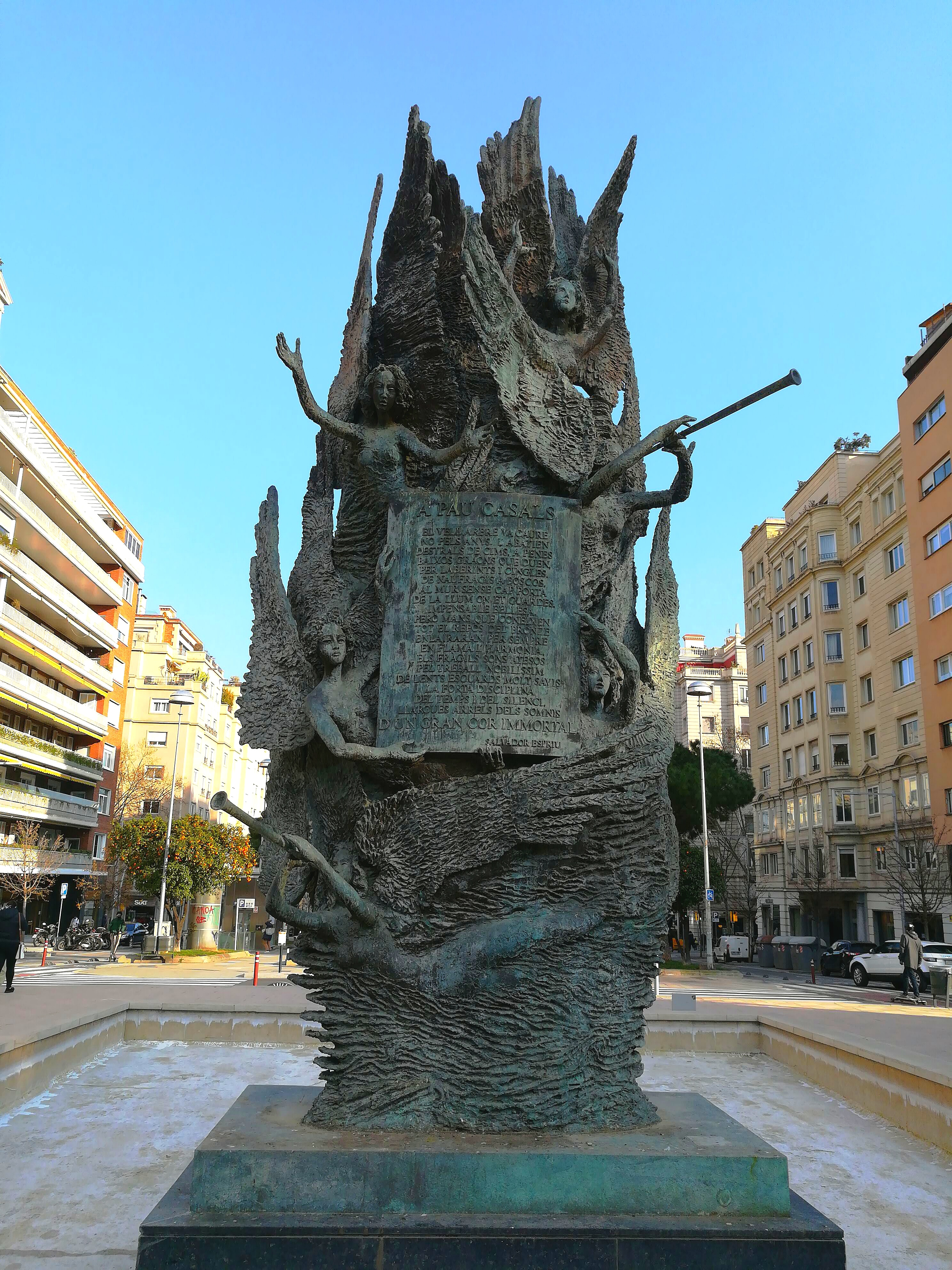
A Pau Casals, d'Apel·les Fenosa
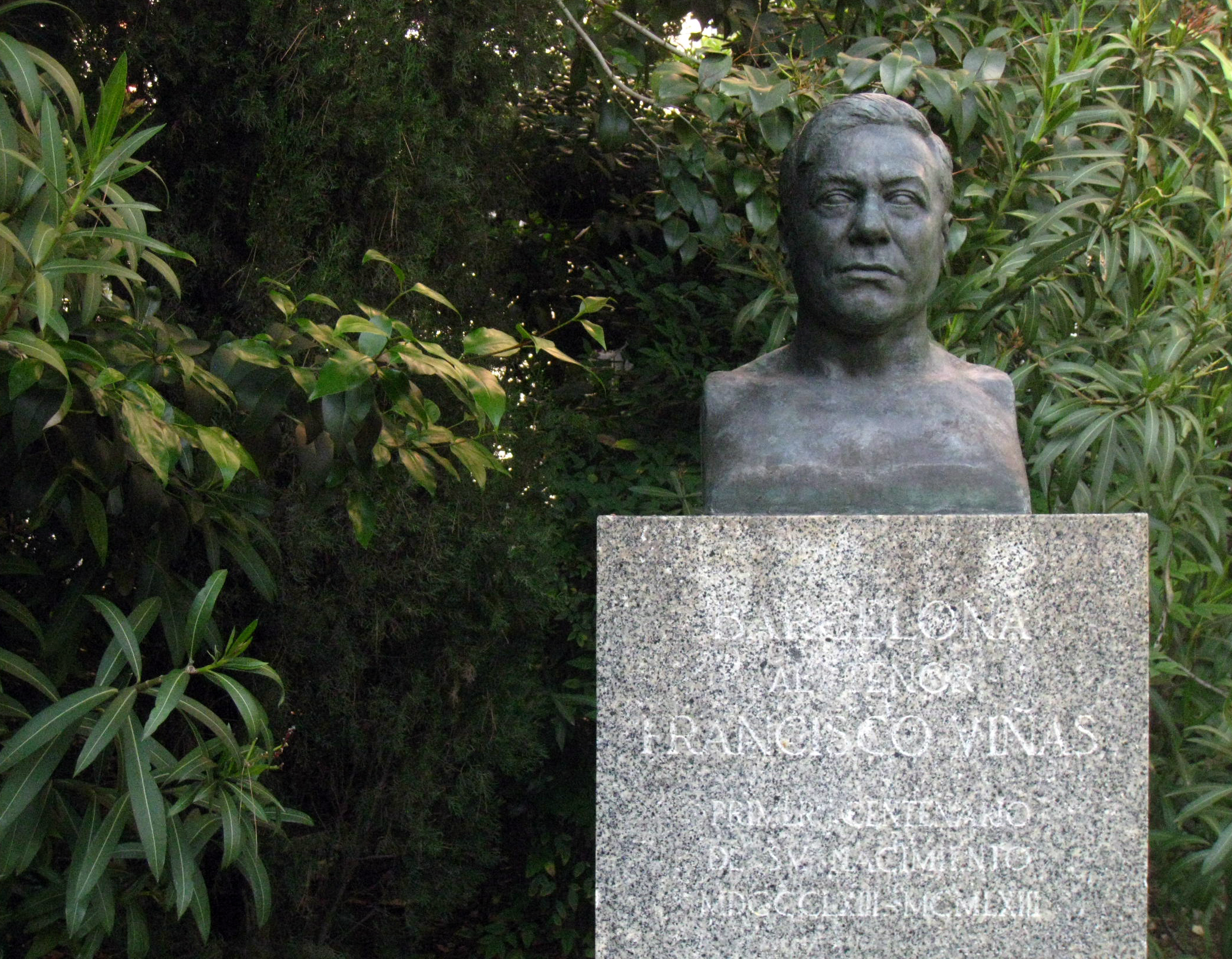
A Francesc Viñas, de Josep Clarà
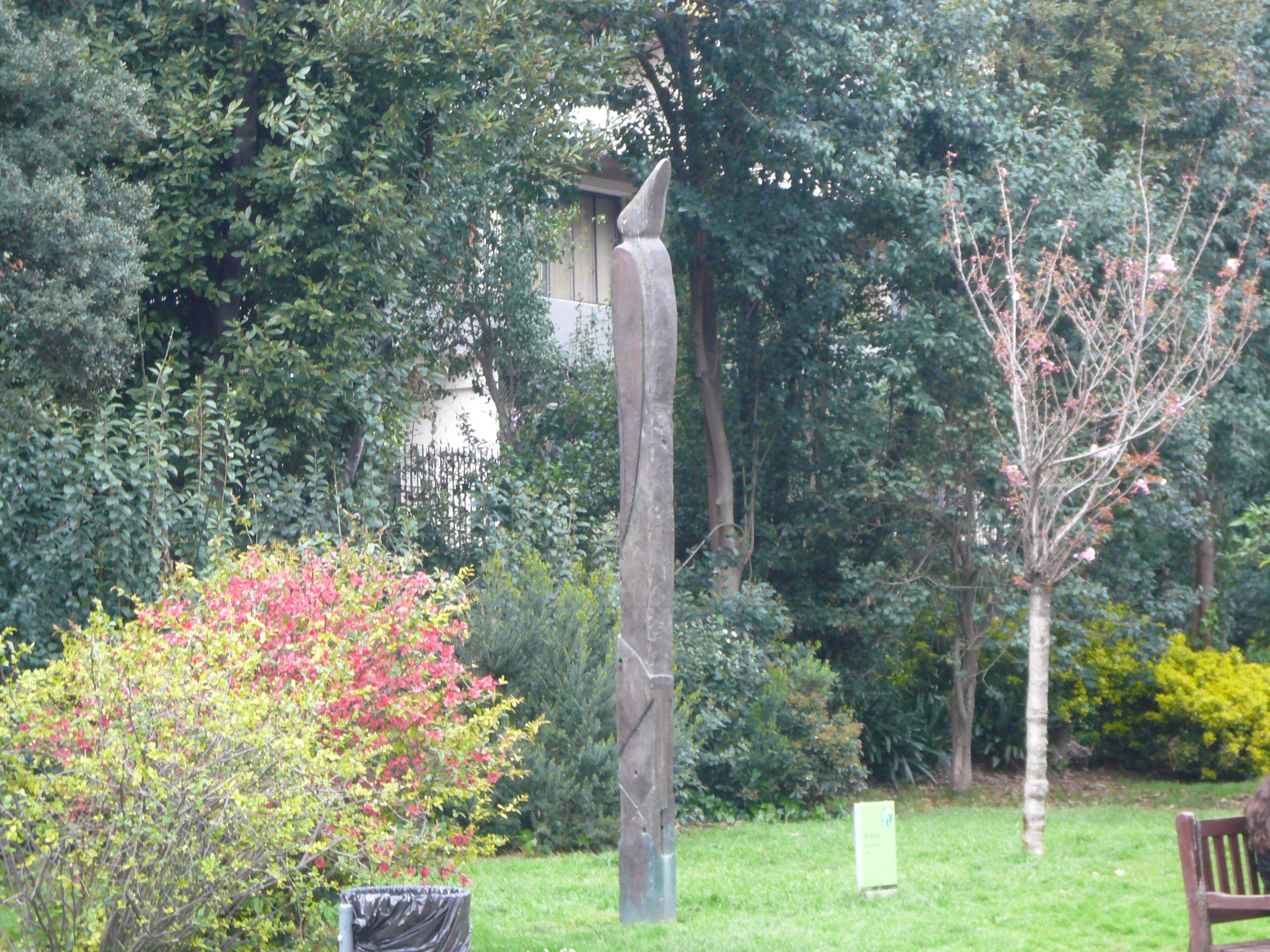
Un oiseau, de Jean-Michel Folon
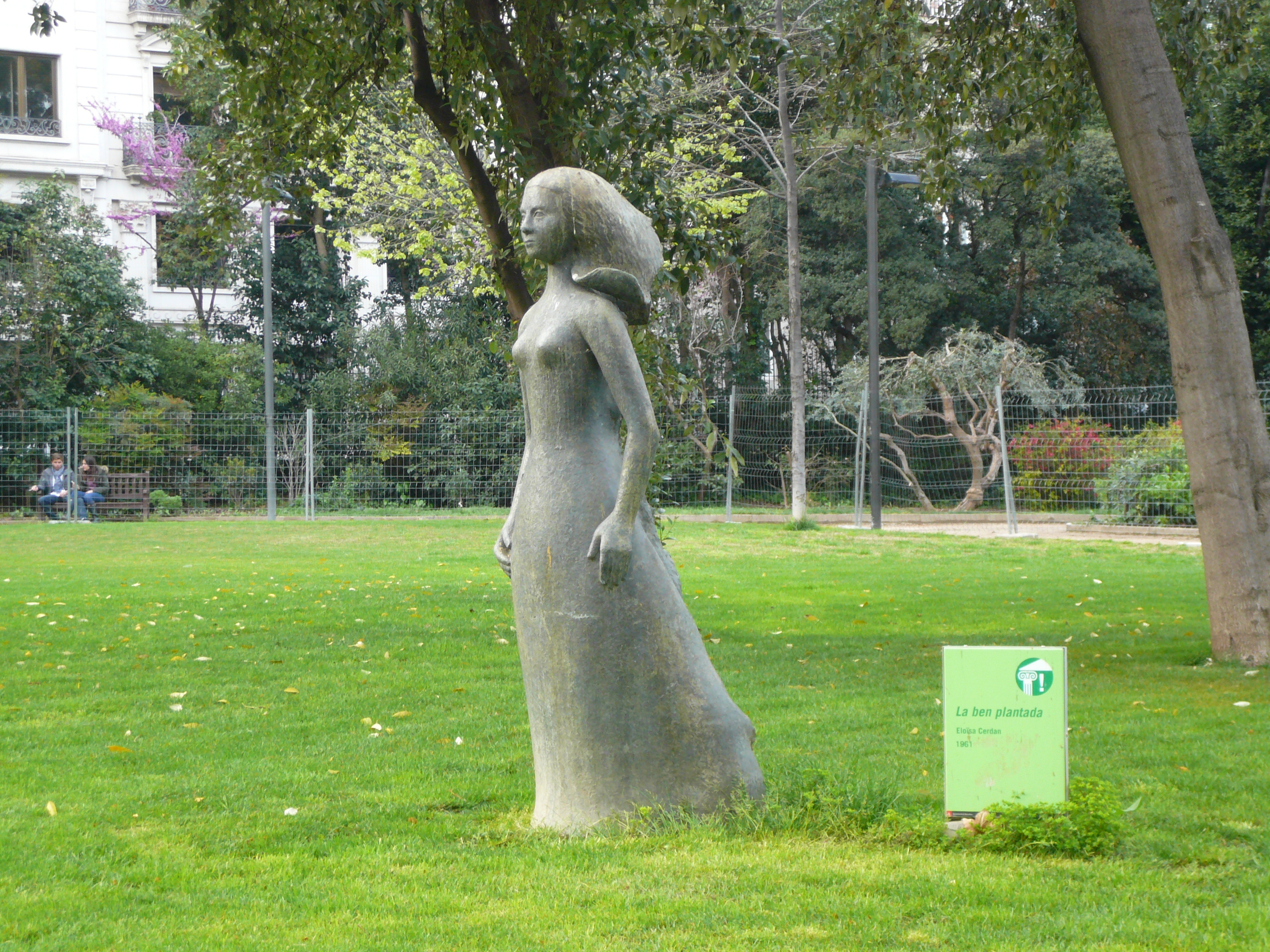
La ben plantada, d'Eloïsa Cerdan
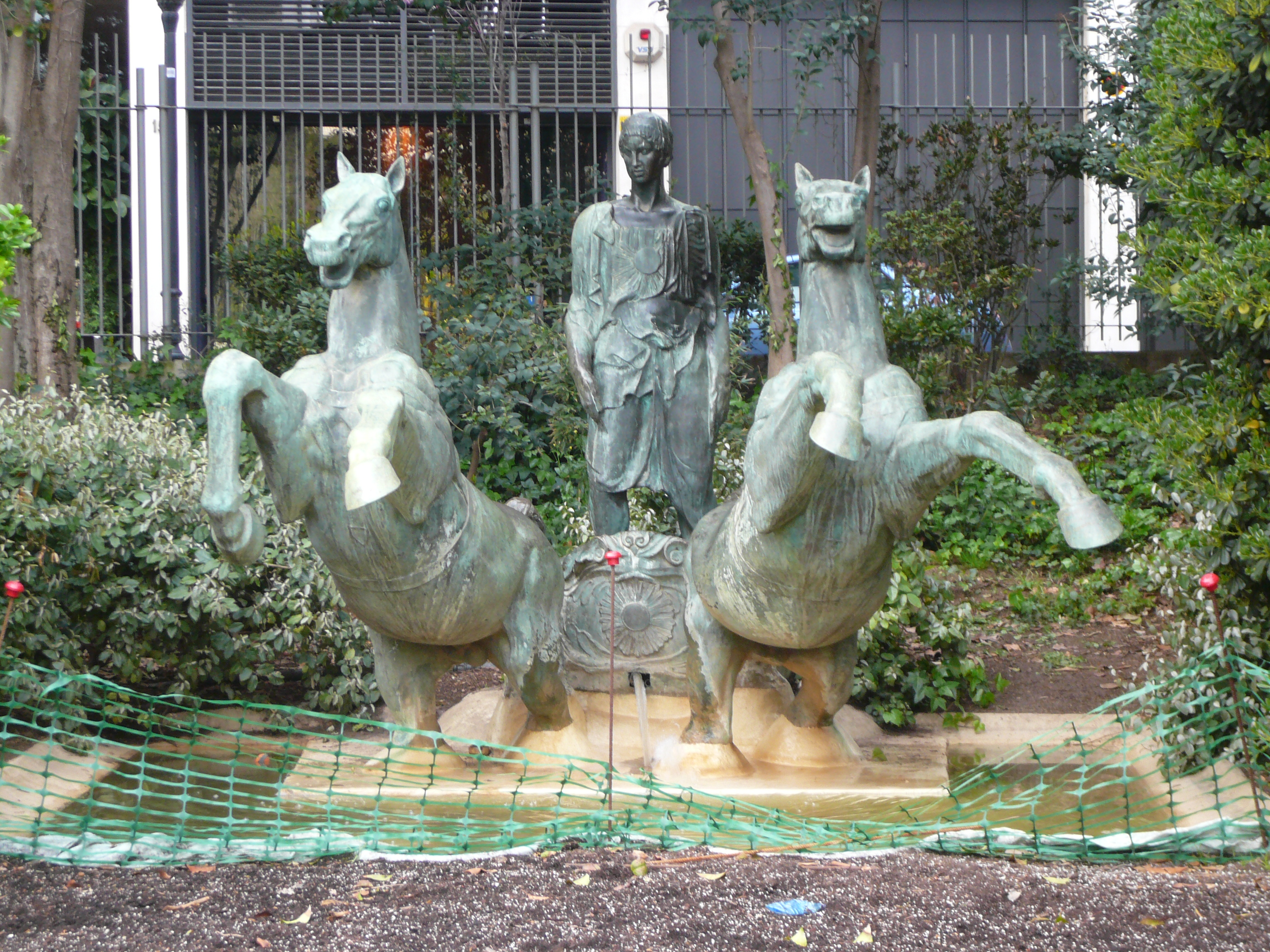
Font de l'Aurora, de Joan Borrell i Nicolau